# Ziest-Silbereule

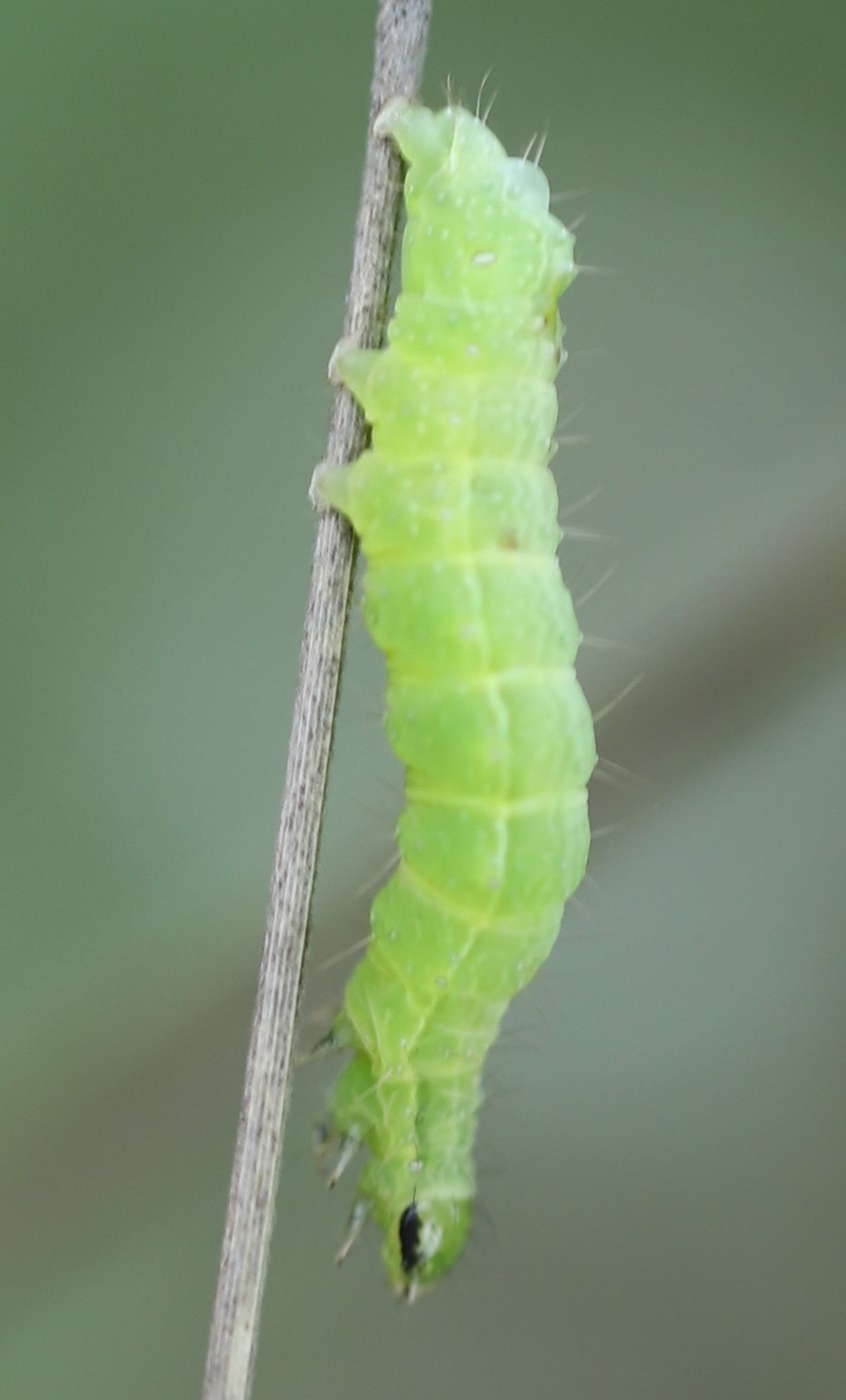
Raupe

Die Ziest-Silbereule (Autographa pulchrina), auch als Silberpunkt-Höckereule  bezeichnet, ist ein Schmetterling (Nachtfalter) aus der Familie der Eulenfalter (Noctuidae).

## Merkmale
Die Ziest-Silbereule ist ein mittelgroßer Falter mit einer Flügelspannweite von 35 bis 40 Millimetern aus der Unterfamilie der Goldeulen (Plusiinae). Die Falter haben purpurbraune oder kupferbraune Vorderflügel mit silberfarbenen Zeichen in Form eines V mit einem daneben liegenden Punkt, die manchmal miteinander verbunden sind. Im Gegensatz zur sehr ähnlichen und geringfügig größeren Jota-Silbereule (Autographa jota) ist die Zeichnung kontrastreicher, bunter und meist etwas dunkler. Die Fransen auf der Unterseite sind schwarz-weiß gescheckt. Die Hinterflügel sind braungrau mit einer dunklen Mittelbinde und dunklem Saum. Die Art variiert stark in Färbung und Zeichnung, und folgende Formen wurden beschrieben:
- f.gammoides Speyer, mit schwärzlich-purpurroten Vorderflügeln
- f.percontatrix Auriv., mit zusammengeflossenen Metallzeichen
- f. incipiens  Schaw., ohne Metallzeichen

Die Raupen sind grün gefärbt und haben gelblich weiße, leicht gewellte Seitenstreifen. Der Kopf ist grün und schwärzlich umrandet. Die Puppe ist schwarz.

## Geographische Verbreitung und Lebensraum
Die Ziest-Silbereule ist in Europa weit verbreitet und kommt außerdem in Teilen Sibiriens vor. In den Alpen findet man sie noch in Höhen von über 1.600 Metern. Das Vorkommen umfasst sonnige Hänge, Waldränder, Ufergebiete, Wiesentäler, Gärten und Parklandschaften.

## Lebensweise
Die Weibchen legen die Eier an der Futterpflanze ab, aus denen im Herbst die Raupen schlüpfen, die sich dann von den Blättern einer Vielzahl von Pflanzen ernähren, wie beispielsweise:
- Ziest (Stachys)
- Löwenzahn (Taraxacum)
- Brennnessel (Urtica)
- Taubnessel (Laminum)
- Heidelbeere (Vaccinium myrtillus)
- Salbei (Salvia)
- Kreuzkraut (Senecio)

Sie überwintern und verpuppen sich überwiegend im Mai des folgenden Jahres. Die Falter fliegen von Juni bis August.

## Gefährdung
Die Art kommt in Deutschland verbreitet in unterschiedlicher Häufigkeit vor und wird deshalb nicht als gefährdet eingestuft.